# フリソデウオ科
フリソデウオ科(Trachipteridae)は、アカマンボウ目に分類される魚類である。英語ではribbonfishと呼ばれ、和名と同様にスリムで帯のような形態から名付けられた。ふつう深海に住む（ただし底生魚ではない）ため、生きた姿を目撃されることは滅多にない。
長くて平たいテープのような体、短い頭、小さい口、貧弱な歯等の身体的な特徴から見分けられる。長い背びれは、背中のほとんどを覆っており、尻びれは持たない。尾びれはないこともあるが、ある場合には2つの鰭条の束からなり、そのうち上部のものは長く上方を向いている。胸びれは小さく、腹びれは数本の鰭条からなる場合もあるが、1本の長い鰭条からできていることもある。側線に沿ってとげがあり、皮膚には多数のこぶがある。フリソデウオ科の魚は、深海魚が持つ性質を全て備えている。特にひれやそれに繋がる膜は、非常に繊細でもろい。若い個体では鰭条は非常に長く、付属器官が付いていることもある。
標本は大西洋、地中海で採集されているほか、ベンガル湾、モーリシャス、太平洋でも見つかっている。大西洋産の標本は主にアイスランド、スカンディナヴィア、オークニー諸島、スコットランド等で採集されたものである。北大西洋の種は英語では"deal fish"、アイスランド語では"vogmar"、スウェーデン語では"vagmar"として知られ、長さは1.5mから3.5mである。冬季には強風に乗って海岸近くまで打ち寄せられることもある。例えば、サケガシラは、台湾の墾丁（ケンティン）海岸で2007年11月に生きたまま発見されたが、側部に10cm程の傷を負っており、深海に戻された。
台湾では、サケガシラは海底の変化を敏感に感じ取る能力を持っており、大きな地震の前触れとして現れると信じられており、「地震魚」と呼ばれている。

## 種

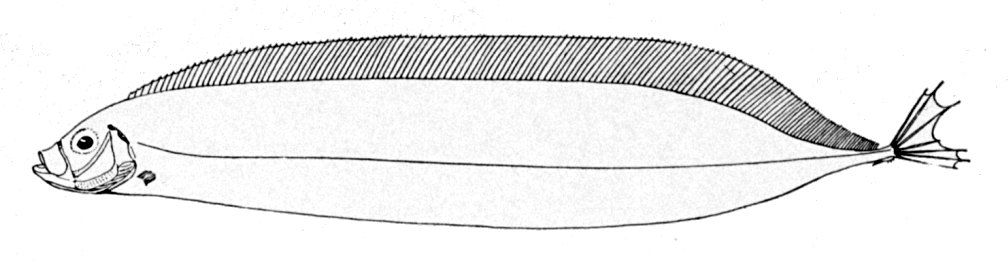
テンガイハタ

FishBaseによると、3属10種が存在しているとされる。和名は本村 (2024)に従う。
- サケガシラ属 Trachipterus
  - サケガシラ Trachipterus ishikawae
  - テンガイハタ Trachipterus trachypterus
  - Trachipterus altivelis
  - Trachipterus fukuzakii
  - Trachipterus jacksonensis
  - Trachipterus arcticus
- フリソデウオ属 Desmodema
  - フリソデウオ Desmodema polystictum
  - オキフリソデウオ Desmodema lorum
- ユキフリソデウオ属 Zu
  - ユキフリソデウオ Zu cristatus
  - Zu elongatus